# Peter Seeberg
Peter Lauritzen Einar Seeberg, né le 22 juin 1925 à Skrydstrup au Jutland-du-Sud  et mort le 8 janvier 1999 , est un écrivain danois.

## Biographie
Peter Seeberg est un romancier et dramaturge, inspiré par les français existentialistes .Il a fait ses débuts littéraires en 1956 avec le roman Bipersonerne .On lui doit également de nombreux recueils de nouvelles, des pièces de théâtre et des scénarios de films, notamment La Faim, basé sur le roman de Knut Hamsun, qui fut primé à Cannes en 1966. La Fin du jour est considéré comme l’un de ses chefs-d’œuvre.  Il obtient le grand prix de littérature du Conseil nordique en 1983 pour Om fjorten dage.

## Œuvres traduites en français
- L’Enquête [« Efterøgningen og andre noveller »], nouvelles, trad. de Régis Boyer, Saint-Nazaire, France, Éditions Arcane 17, coll « Lettres du Nord », 1984, 120 p.  (ISBN 2-903945-10-1)
- Minimum vital [« Fugls føde »], trad. de Michel Cadars, Arles, France, Actes Sud, 1986, 165 p.  (ISBN 2-86869-128-5)
- La Fin du jour [« Hyrder »], trad. de Philippe Bouquet, Lausanne, Suisse, Éditions Esprit ouvert, 1993,125  p.  (ISBN 2-88329-020-2)